# Bộ Tư lệnh Tác chiến không gian mạng, Quân đội nhân dân Việt Nam
Bộ Tư lệnh Tác chiến không gian mạng (viết tắt: Bộ Tư lệnh 86) là đơn vị trực thuộc Bộ Quốc phòng Việt Nam, giúp Bộ Quốc phòng thực hiện chức năng quản lý Nhà nước về bảo vệ chủ quyền quốc gia trên không gian mạng và công nghệ thông tin.

## Lịch sử
Bộ Tư lệnh Tác chiến không gian mạng được thành lập theo Quyết định số 1198/QĐ-TTg ngày 15 tháng 8 năm 2017 của Thủ tướng Chính phủ trên cơ sở nâng cấp từ Cục Công nghệ Thông tin thuộc Bộ Tổng Tham mưu. Lễ công bố Quyết định thành lập Bộ Tư lệnh 86 được tổ chức ngày 8 tháng 1 năm 2018, tại Hà Nội.
Ngày 30 tháng 3 năm 2018, Bộ Tư lệnh Tác chiến không gian mạng được bàn giao nguyên trạng từ Bộ Tổng Tham mưu về trực thuộc Bộ Quốc phòng.
Ngày 24 tháng 7 năm 2018, Bộ Tư lệnh Tác chiến không gian mạng tổ chức Lễ công bố quyết định thành lập các đơn vị trực thuộc: Lữ đoàn 1, Lữ đoàn 2, Lữ đoàn 3, Trung tâm Kiểm định, Trung tâm Dữ liệu Bộ Quốc phòng, Viện 10.

## Chức năng, nhiệm vụ
Trong chiến tranh hiện đại, không gian mạng được coi là môi trường tác chiến thứ năm gắn kết chặt chẽ với tác chiến trên không, trên bộ, trên biển và trong không gian vũ trụ. Trong chiến lược bảo vệ Tổ quốc trong tình hình mới, Đảng Cộng sản Việt Nam đề cao trách nhiệm bảo vệ Tổ quốc trên không gian mạng, nhận định nguy cơ xảy ra chiến tranh mạng, mất an ninh thông tin ngày càng tăng và đặt ra mục tiêu phải chủ động phòng ngừa, ngăn chặn có hiệu quả chiến tranh mạng.
Bộ Tư lệnh Tác chiến không gian mạng đóng vai trò nòng cốt trong việc bảo vệ Tổ quốc trên không gian mạng; là lực lượng quan trọng tham gia bảo đảm an ninh, an toàn không gian mạng quốc gia, đấu tranh phòng chống tội phạm công nghệ cao và "diễn biến hòa bình" trên không gian mạng, chuẩn bị sẵn sàng nguồn lực để thực hiện nhiệm vụ tác chiến trên không gian mạng, góp phần bảo vệ Tổ quốc từ sớm, từ xa.

## Lãnh đạo hiện nay
- Tư lệnh: Thiếu tướng Vũ Hữu Hanh – Phó Bí thư Đảng ủy (sinh năm 1971)
- Chính ủy: Thiếu tướng Nguyễn Minh Thắng – Bí thư Đảng ủy (sinh năm 1970)
- Phó Tư lệnh, Tham mưu trưởng:  Đại tá Nguyễn Tiền Giang (sinh năm 1977)
- Phó Tư lệnh: Thiếu tướng Nguyễn Tùng Hưng (sinh năm 1969)
- Phó Tư lệnh: Thiếu tướng Vũ Quốc Tiến
- Phó Chính uỷ: Thiếu tướng Phạm Quốc Hóa (sinh năm 1966)

## Tổ chức

### Cơ quan Bộ Tư lệnh
- Văn phòng Bộ Tư lệnh
- Thanh tra Bộ Tư lệnh
- Ủy ban Kiểm tra Bộ Tư lệnh
- Bộ Tham mưu
  - Phòng Tác chiến
  - Phòng Quân huấn
  - Phòng Quân lực
  - Phòng Trinh sát
  - Ban Tiêu chuẩn - Đo lường - Chất lượng
  - Ban Thông tin
  - Ban Khoa học quân sự
  - Ban Hành chính
- Cục Chính trị
  - Phòng Cán bộ
  - Phòng Tổ chức
  - Phòng Bảo vệ An ninh
  - Phòng Tuyên huấn
  - Ban Kế hoạch Tổng hợp
  - Ban Chính sách – Dân vận
- Cục Hậu cần – Kỹ thuật
  - Phòng Tham mưu Kế hoạch
  - Phòng Doanh trại
  - Phòng Quân nhu
  - Phòng Xăng dầu
  - Phòng Xe - Máy
  - Phòng Bảo đảm kỹ thuật Công nghệ thông tin
  - Phòng Quân khí
  - Phòng Quân y
  - Kho Tổng hợp
- Phòng Tài chính
- Phòng An toàn thông tin
- Phòng Phần mềm

### Các đơn vị cơ sở trực thuộc
- Trung tâm Kiểm định
- Trung tâm Dữ liệu
- Trung tâm 186
- Trung tâm 286
- Trung tâm 386
- Viện Nghiên cứu 486
- Trung tâm 586

## Nhận xét
Ngày 11 tháng 1 năm 2018, ông Nguyễn Thế Phương, nghiên cứu viên cộng tác của Trung tâm Nghiên cứu Quốc tế Sài Gòn (SCIS) cho biết, "Mối đe dọa này trong tương lai đối với an ninh quốc gia là rất lớn và việc thành lập Bộ Tư lệnh Tác chiến Không gian mạng là tối cần thiết... có thể thấy rõ tác động của môi trường tác chiến mới này qua hàng loạt các vụ tấn công mạng của Cộng hòa Dân chủ Nhân dân Triều Tiên nhắm tới Mỹ, hay trong trường hợp Việt Nam là vụ tấn công vào hệ thống các sân bay năm ngoái mà người ta vẫn cho rằng do các nhóm hacker Trung Quốc tiến hành."

## Mối quan hệ với Lực lượng 47
Trước đó vào đầu năm 2016, một lực lượng của Quân đội nhân dân Việt Nam, gọi là Lực lượng 47, được thành lập có nhiệm vụ đấu tranh chống các quan điểm sai trái, thù địch với Đảng Cộng sản Việt Nam, hay những đối tượng cơ hội chính trị trong nội bộ quân đội. Tính đến tháng 12 năm 2017, lực lượng này có hơn 10.000 người. Lực lượng này đang có mặt ở tất cả các đơn vị cơ sở, mọi miền, mọi lĩnh vực của quân đội.

## Tư lệnh qua các thời kỳ
- 2017–2018, Trung tướng Ngô Văn Sơn.
- 01/2018 – 01/2022, Đinh Thế Cường, Trung tướng, nguyên Cục trưởng Cục Công nghệ Thông tin.
- 01/2022 – 30/01/2023, Thiếu tướng Lê Dũng, nguyên Phó Tư lệnh kiêm Tham mưu trưởng Binh chủng Thông tin liên lạc.
- 23/8/2023 – nay, Vũ Hữu Hanh, Thiếu tướng, nguyên Phó Tư lệnh kiêm Tham mưu trưởng Bộ Tư lệnh Tác chiến không gian mạng.

## Chính ủy qua các thời kỳ
- 01/2018 – 27/01/2023, Hồ Văn Đức, Trung tướng, nguyên Phó Chính ủy Quân chủng Phòng không – Không quân.
- 27/01/2023 – nay, Nguyễn Minh Thắng, Thiếu tướng, nguyên Phó Chính ủy Học viện Kỹ thuật Quân sự.

## Tham mưu trưởng qua các thời kỳ
- 01/2018 – 01/2023, Phạm Việt Trung, Thiếu tướng, nguyên Phó Cục trưởng Cục Công nghệ Thông tin, nguyên Phó Viện trưởng Viện Công nghệ Thông tin Bộ Quốc Phòng Việt Nam.
- 01/2023 – 08/2023, Vũ Hữu Hanh, Đại tá, nguyên Phó Tư lệnh Binh chủng Thông tin Liên lạc.
- 10/2023, Nguyễn Tiền Giang, Đại tá, nguyên Phó Trưởng phòng Tham mưu Bộ Tư lệnh 86.

## Phó Tư lệnh qua các thời kỳ
- 01/2018 – 01/2023, Nguyễn Hồng Tuấn, Thiếu tướng, nguyên Phó Cục trưởng Cục Công nghệ Thông tin.
- 01/2018 – 01/2023, Tống Viết Trung, Thiếu tướng, nguyên Phó Tổng giám đốc Tập đoàn Công nghiệp – Viễn thông Quân đội.
- 01/2020 – nay, Đặng Đức Đông, Thiếu tướng, nguyên Phó Tư lệnh Binh chủng Thông tin Liên lạc.
- 8/2023 – nay, Nguyễn Tùng Hưng, Thiếu tướng, nguyên Phó trưởng phòng Tham mưu Bộ Tư lệnh 86.
- 7/2024 – nay, Vũ Quốc Tiến, Đại tá, nguyên Phó Tham mưu trưởng, Bộ Tham mưu, Bộ Tư lệnh 86.

## Phó Chính ủy qua các thời kỳ
- 2018–2022, Trần Hữu Thoan, Thiếu tướng, nguyên Phó Chính ủy Binh chủng Thông tin Liên lạc.
- 2022–nay, Phạm Quốc Hóa, Thiếu tướng, nguyên Phó Chính ủy Quân đoàn 1.